# Fetter Schrier Hoblitzell

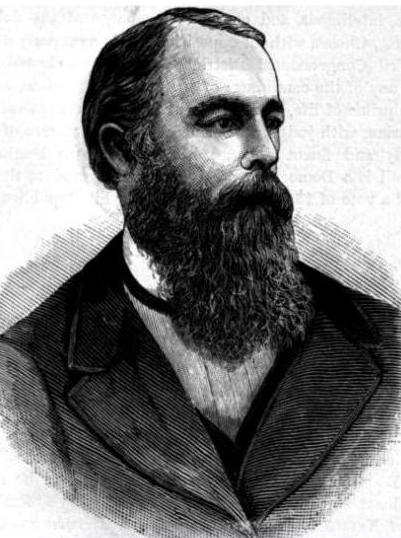
Fetter Schrier Hoblitzell

Fetter Schrier Hoblitzell (* 7. Oktober 1838 in Cumberland, Maryland; † 2. Mai 1900 in Baltimore, Maryland) war ein US-amerikanischer Politiker. Zwischen 1881 und 1885 vertrat er den Bundesstaat Maryland im US-Repräsentantenhaus.

## Werdegang
Fetter Hoblitzell besuchte die öffentlichen Schulen seiner Heimat sowie die Allegany Academy. Nach einem anschließenden Jurastudium und seiner 1859 erfolgten Zulassung als Rechtsanwalt begann er in Baltimore in diesem Beruf zu arbeiten. Während des Bürgerkrieges diente er als einfacher Soldat im Heer der Konföderation. Nach dem Krieg setzte er seine juristische Tätigkeit fort. Gleichzeitig schlug er als Mitglied der Demokratischen Partei eine politische Laufbahn ein. In den Jahren 1870, 1876 und 1878 saß er im Abgeordnetenhaus von Maryland, wobei er 1878 dessen Präsident war.
Bei den Kongresswahlen des Jahres 1880 wurde Hoblitzell im dritten Wahlbezirk von Maryland in das US-Repräsentantenhaus in Washington, D.C. gewählt, wo er am 4. März 1881 die Nachfolge von William Kimmel antrat. Nach einer Wiederwahl konnte er bis zum 3. März 1885 zwei Legislaturperioden im Kongress absolvieren. Nach dem Ende seiner Zeit im US-Repräsentantenhaus war Hoblitzell in den Jahren 1888 und 1889 juristischer Berater der Stadt Baltimore. Danach praktizierte er wieder als Anwalt. Er starb am 2. Mai 1900 in Baltimore, wo er auch beigesetzt wurde.